# Organisationsdiagram
Et organisationsdiagram viser strukturen af en organisation gennem figurer og relationer.
| Erhverv og erhvervsliv | Spire Denne artikel om erhverv, erhvervsliv og arbejdsmarked er en spire som bør udbygges. Du er velkommen til at hjælpe Wikipedia ved at udvide den. |